# Daniela Reis
Daniela Reis (nascida em 6 de abril de 1993) é uma ciclista portuguesa, especializada em ciclismo de estrada. Ela competiu no Campeonato Mundial de Ciclismo em Estrada de 2014.